# 레베카 퍼라티
리베카 퍼라티(Rebecca Ferratti, 1964년 11월 27일 ~ )는 미국의 배우, 무용가, 플레이메이트이다.
헬레나에서 태어났다.

## 영화
- 캘리포니아 플레이 걸 (1995년)
- 뱀파이어 (1995년)
- 사이보그 3 (1995년)
- OP 센터 (1995년)
- 용서받지 못할 관계 3 (1995년)
- LA 커넥션 (1995년)
- 에이스 벤츄라 (1994년)
- 쓰리 아미고 (1986년)